# 贝莱尔海岸 (佛罗里达州)
贝莱尔海岸（英語：Belleair Shore），是美国佛罗里达州皮尼拉斯縣下属的一座城镇。建立于1955年。面积约为1.1平方公里（约合0.5平方英里）。根据2010年美国人口普查，该市有人口109人。论人口在本州排行第403。